# 侯氏蝦屬
侯氏蝦屬（學名：Houcaris）是節肢動物門、恐蝦綱、放射齒目、篩蝦科的一屬，底下有兩個物种，分別為帚刺侯氏蝦（學名：Houcaris saron）和巨基侯氏蝦（學名：Houcaris magnabasis）。由於有一些物種很相似於其他科的物種，所以侯氏蝦屬的確切分類位置尚未清楚。

## 發現

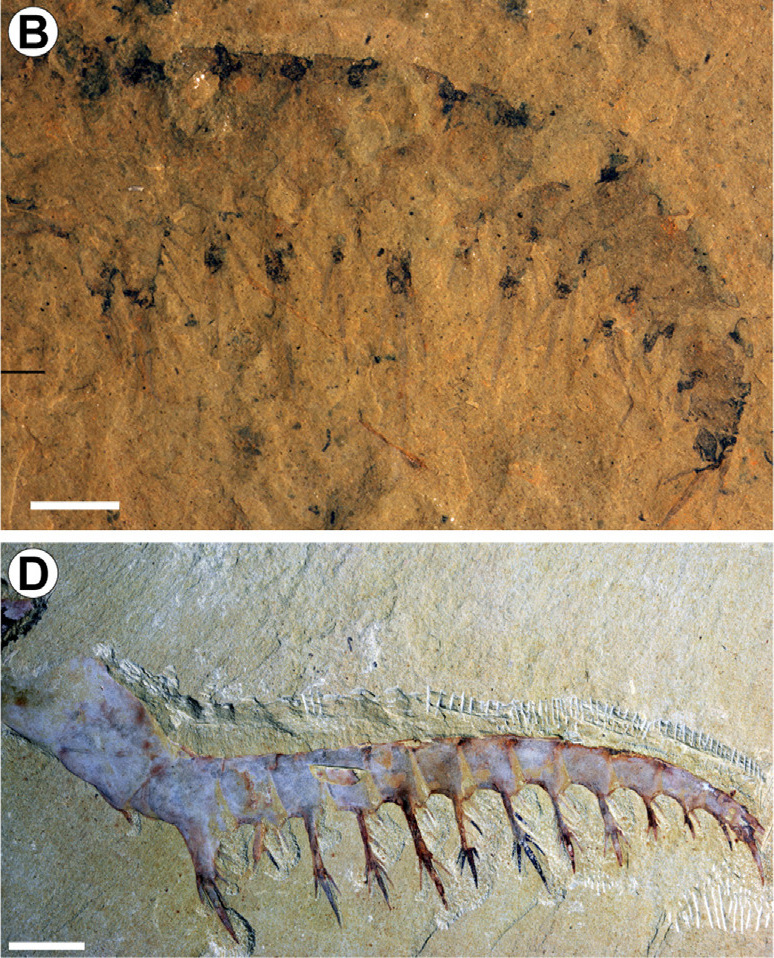
圖為侯氏蝦的前附肢正模化石標本；（上）為寬基侯氏蝦，而（下）為掃刺侯氏蝦

帚刺侯氏蝦的標本產地是在中國雲南昆明筇竹寺组（Chiungchussu Formation）的尖山（Jianshan）、马房（Mafang）、耳材村（Ercai）、二街（Erjie）、三街子（Sanjiezi）和好義村（Haoyicun）共七個階層。正模標本（Holotype）為編號EC-0036AB，副模標本（Paratype）為編號SJZ-400AB。巨基侯氏蝦的化石標本產地在美國加利福尼亞因約縣卡拉拉地層（Carrara Formation）的尖頂頁岩段（Pyramid Shale Member）；和內華達州皮奧什組（Pioche Formation）的綜金屬段（Combined Metals）和彗星頁岩段（Comet Shale Member）被發現。正模標本為KUMIP 293584，副模標本為編號NHMUK IC 1330。

## 命名
侯氏蝦的屬名Houcaris是為了感謝侯先光對於早期的澄江生物群和放射齒目研究，而引用他的姓氏；caris是拉丁文，意思為甲殼類，是恐蝦綱的常用作學名的字尾。帚刺侯氏蝦的种加词為saron意思為掃帚，形容前附肢的刺上有著密集的小刺。巨基侯氏蝦的种加词magnabasis是magna和basis組成，意思為巨大的基底，因為其前附肢的第一個節較寬。

## 型態

### 帚刺侯氏蝦
前附肢呈细长锥形，由16个足节组成，包括3个基节和13个螯节；第二至第八螯节近方形，第九至第十二螯节矩形且长远大于高；第二至第八内叶至少是相关足节高度的1.5倍，并带有5个远体端辅助刺和2个近体端辅助刺；在内叶基部的辅助刺较短；第一内叶粗壮并向腹侧远体端弯曲；每个螯节的远体端腹面上有两个较小的刚毛；第十至第十三螯节向前伸出一对细长的背刺；第十三螯节还带有一个端刺和一对次要的背刺。

### 巨基侯氏蝦
巨基侯氏蝦的前附肢全長22毫米至150毫米以上，最大估計175毫米。總共有15節，其中有兩節是連接頭部和後面的13節。第二、三節的腹側中間有凸出巨大的三角形底座，底座的末端有一根突出的刺，而底座的外緣有著一排的小刺。第三節突出的刺兩側有較小的刺凸出，且底座上的刺比第二節的還要稍微大一點。第四節至第十一節的底座則變為長方形，且包含底座上總共有七根刺。腹側的刺和底座會因為位置往後而縮小，奇數、偶數節也會使刺和底座的大小交替。

### 註
1. ↑  還有其他的標本，標號分別為EC-007、JS-0048AB,JS-0187AB、JS-0763AB、JS-1073AB、EJ-1906AB、EJ-1911AB、EC-2296AB、MF-002、MF-1136AB、MF-1257AB,MF-1136AB、MF-1257AB、HY-1795AB、HY-1807、HY-1795AB、HY-1807、SJZ-261AB、SJZ-400AB、SJZ-534AB,SJZ-537AB、SJZ-581AB、SJZ-261AB、SJZ-400AB、SJZ-534AB、SJZ-537AB、SJZ-581AB
2. ↑  還有其他的標本，標號分別為YPM 163103、KUMIP 293571、KUMIP 293572、KUMIP 293605、KUMIP 293609、KUMIP 298500、KUMIP 298501、KUMIP 298502、KUMIP 298503、KUMIP 293573、KUMIP 293574、KUMIP 293575、KUMIP 293576、KUMIP 298512、KUMIP 298513、KUMIP 298515、KUMIP 298516、KUMIP 298532、KUMIP 293587、KUMIP 293578、KUMIP 293583、KUMIP 293586、KUMIP 293584、KUMIP 293585、KUMIP 298520、KUMIP 298521、KUMIP 298522、KUMIP 298529、KUMIP 298530、KUMIP 298543、KUMIP 293578、KUMIP 293857、KUMIP 294226、KUMIP 294227、KUMIP 307022、NHMUK IC 1330、NHMUK IC 1331、KUMIP 378539、TMM NPL 23925、TMM NPL 64841、KUMIP 492944、LACMIP 12988